# NGC 2825
NGC 2825 is een spiraalvormig sterrenstelsel in het sterrenbeeld Lynx. Het hemelobject werd op 3 april 1831 ontdekt door de Britse astronoom John Herschel.

## Synoniemen
- MCG 6-21-10
- ZWG 181.17
- PGC 26345